# Alegeri legislative în Franța, 1958
Alegerea deputaților  pentru Prima Legislatură a avut loc pe 23 și 30 noiembrie 1958. Au fost de asemenea aleși 579 de membri pentru trei mandate vacante. (Format:Prima Legislatură)

## Rezultate naționale
Doar Franța metropolitană:
| Partide politice sau coaliții | Partide politice sau coaliții                           | Voturi (primul tur) | Voturi (primul tur) | Mandate (al doilea tur) | Mandate (al doilea tur) |
| ----------------------------- | ------------------------------------------------------- | ------------------- | ------------------- | ----------------------- | ----------------------- |
| Partide politice sau coaliții | Partide politice sau coaliții                           | #                   | %                   | #                       | %                       |
|                               | Partidul comunist francez (PCF)                         | 3 882 204           | 18,9                | 10                      | 01,8                    |
|                               | Alianța pentru noua Republică                           | 3 603 958           | 17,6                | 189                     | 34,6                    |
|                               | Filiala franceză a clasei muncitorești internaționale   | 3 167 354           | 15,5                | 40                      | 07,3                    |
|                               | Centrul național al independenților și țăranilor (CNIȚ) | 2 815 176           | 13,7                | 132                     | 24,2                    |
|                               | Dreapta diversă                                         | 2 395 751           | 11,8                | 81                      | 14,8                    |
|                               | Mișcarea republicană populară (MRP)                     | 1 858 380           | 09,1                | 57                      | 10,4                    |
|                               | Partidul republican, radical și radical-socialist       | 1 669 890           | 08,4                | 35                      | 06,4                    |
|                               | Dreapta extremă                                         | 669 518             | 03,3                | -                       | 00,0                    |
|                               | Alianța forțelor democratice (AFD)                      | 347 298             | 01,7                | 2                       | 00,4                    |

## Lista deputaților aleși
Informații suplimentare: Lista deputaților aleși în timpul alegerilor parlamentare franceze din 1958

## Rezultate pe departament
Informații suplimentare: Rezultate pe departament a alegerilor parlamentare franceze din 1958

## Structura Adunării naționale
| Grupări parlamentare                                  | Membri | Membri            | Total   | Total   |
| Grupări parlamentare                                  | Membri | Legături politice | Mandate | %       |
| ----------------------------------------------------- | ------ | ----------------- | ------- | ------- |
| Alianța pentru noua Republică                         | 199    | 7                 | 206     | 35,58 % |
| Independenți și țărani ai acțiunii sociale (IȚAS)     | 107    | 10                | 117     | 20,21 % |
| Regruparea națională pentru unitatea Republicii       | 66     | 0                 | 66      | 11,40 % |
| Republicani populari și centrul democratic (RPCD)     | 49     | 15                | 64      | 11,05 % |
| Filiala franceză a clasei muncitorești internaționale | 43     | 4                 | 47      | 08,11 % |
| Formațiuni administrative a independenților           | 40     | 0                 | 40      | 06,91 % |
| Izolați                                               | 36     | 0                 | 36      | 06,22 % |
| Total                                                 | 540    | 36                | 576     | 99,48 % |

| Grupări parlamentare                                  | Membri | Membri            | Total   | Total    |
| Grupări parlamentare                                  | Membri | Legături politice | Mandate | %        |
| ----------------------------------------------------- | ------ | ----------------- | ------- | -------- |
| Alianța pentru noua Republică                         | ?      | ?                 | 205     | 37,20 %  |
| Independenți și țărani ai acțiunii sociale (IȚAS)     | ?      | ?                 | 123     | 22,32 %  |
| Republicani populari și centrul democratic (RPCD)     | ?      | ?                 | 57      | 10,34 %  |
| Izolați                                               | 48     | 0                 | 48      | 08,71 %  |
| Filiala franceză a clasei muncitorești internaționale | ?      | ?                 | 45      | 08,17 %  |
| Regruparea națională pentru unitatea Republicii       | ?      | ?                 | 37      | 06,71 %  |
| Acordul democratic                                    | ?      | ?                 | 36      | 06,53 %  |
| Total                                                 | ?      | ?                 | 551     | 100,00 % |